# 查赫拉蓬塔山
13°03′42″S 75°01′59″W / 13.06167°S 75.03306°W
查赫拉蓬塔山（Ch'aqra Punta），是秘魯的山峰，位於該國中南部萬卡韋利卡大區，由聖阿納區和瓦喬科爾帕區負責管轄，屬於瓊塔山脈的一部分，海拔高度5,000米。